# Вашек Поспишил
Вашек Поспишил (чеш. Vašek Pospišil; рођен 23. јуна 1990. године у Вернону, Канада) је канадски тенисер чешког порекла. Најбољи пласман на АТП листи у појединачној конкуренцији остварио је 27. јануара 2014. када је заузимао 25. место, док је у конкуренцији парова био четврти тенисер света на дан 27. априла 2015.
У каријери је освојио седам АТП титула у конкуренцији парова. Дебитовао је на АТП туру у мечу дублова на мастерсу у Торонту 2010. када је са Милошем Раонићем савладао комбинацију Ђоковић/Надал. Раонић му је био противник 2014. у првом свеканадском АТП финалу у појединачној конкуренцији у опен ери, на турниру у Вашингтону.
На гренд слем турнирима у појединачној конкуренцији најбољи резултат му је четвртфинале на Вимблдону 2015. Са Џеком Соком освојио је Вимблдон 2014. у конкуренцији парова. Тиме су постали први дебитантски пар који узима гренд слем још од комбинације Хјуит/Мирни на Отвореном првенству САД 2000.
Највећу победу у каријери остварио је на турниру мастерс 1000 серије у Индијан Велсу 2017. када је као 129. тенисер света савладао првопласираног Ендија Марија. Играо је у финалима шест мастерса у конкуренцији парова (са Џеком Соком), а освојио је само један, у Индијан Велсу 2015.

## Гренд слем финала

### Парови: 1 (1:0)
| Исход    | Бр. | Година | Турнир   | Подлога | Партнер | Противници             | Резултат                          |
| -------- | --- | ------ | -------- | ------- | ------- | ---------------------- | --------------------------------- |
| Победник | 1.  | 2014.  | Вимблдон | Трава   | Џек Сок | Боб Брајан Мајк Брајан | 7:6(7:5), 6:7(3:7), 6:4, 3:6, 7:5 |

## Финала АТП мастерс 1000 серије

### Парови: 6 (1:5)
| Исход     | Бр. | Година | Турнир       | Подлога   | Партнер | Противници                 | Резултат              |
| --------- | --- | ------ | ------------ | --------- | ------- | -------------------------- | --------------------- |
| Финалиста | 1.  | 2014.  | Синсинати    | Тврда     | Џек Сок | Боб Брајан Мајк Брајан     | 3:6, 2:6              |
| Победник  | 1.  | 2015.  | Индијан Велс | Тврда     | Џек Сок | Симоне Болели Фабио Фоњини | 6:4, 6:7(3:7), [10:7] |
| Финалиста | 2.  | 2015.  | Мајами       | Тврда     | Џек Сок | Боб Брајан Мајк Брајан     | 3:6, 6:1, [8:10]      |
| Финалиста | 3.  | 2015.  | Париз        | Тврда (д) | Џек Сок | Иван Додиг Марсело Мело    | 6:2, 3:6, [5:10]      |
| Финалиста | 4.  | 2016.  | Индијан Велс | Тврда     | Џек Сок | Пјер-Иг Ербер Никола Маи   | 3:6, 6:7(5:7)         |
| Финалиста | 5.  | 2016.  | Рим          | Шљака     | Џек Сок | Боб Брајан Мајк Брајан     | 6:2, 3:6, [7:10]      |

## Мечеви за олимпијске медаље

### Парови: 1 (0:1)
| Исход    | Година | Турнир                 | Подлога | Партнер        | Противници          | Резултат |
| -------- | ------ | ---------------------- | ------- | -------------- | ------------------- | -------- |
| 4. место | 2016.  | Олимпијске игре у Рију | Тврда   | Данијел Нестор | Стив Џонсон Џек Сок | 2:6, 4:6 |

## АТП финала

### Појединачно: 3 (0:3)
| Легенда                        |
| ------------------------------ |
| Гренд слем турнири (0:0)       |
| Завршно првенство сезоне (0:0) |
| АТП мастерс 1000 (0:0)         |
| АТП 500 (0:1)                  |
| АТП 250 (0:2)                  |

| Финала по подлози |
| ----------------- |
| Тврда (0:3)       |
| Шљака (0:0)       |
| Трава (0:0)       |

| Финала по локацији |
| ------------------ |
| Отворено (0:1)     |
| Дворана (0:2)      |

| Исход     | Бр. | Датум              | Турнир             | Подлога   | Противник    | Резултат           |
| --------- | --- | ------------------ | ------------------ | --------- | ------------ | ------------------ |
| Финалиста | 1.  | 3. август 2014.    | Вашингтон, САД     | Тврда     | Милош Раонић | 1:6, 4:6           |
| Финалиста | 2.  | 9. фебруар 2020.   | Монпеље, Француска | Тврда (д) | Гаел Монфис  | 5:7, 3:6           |
| Финалиста | 3.  | 14. новембар 2020. | Софија, Бугарска   | Тврда (д) | Јаник Синер  | 4:6, 6:3, 6:7(3:7) |

### Парови: 15 (7:8)
| Легенда                        |
| ------------------------------ |
| Гренд слем турнири (1:0)       |
| Завршно првенство сезоне (0:0) |
| АТП мастерс 1000 (1:5)         |
| АТП 500 (3:1)                  |
| АТП 250 (2:2)                  |

| Финала по подлози |
| ----------------- |
| Тврда (6:6)       |
| Шљака (0:1)       |
| Трава (1:1)       |

| Финала по локацији |
| ------------------ |
| Отворено (4:7)     |
| Дворана (3:1)      |

| Исход     | Бр. | Датум             | Турнир                 | Подлога   | Партнер         | Противници                        | Резултат                          |
| --------- | --- | ----------------- | ---------------------- | --------- | --------------- | --------------------------------- | --------------------------------- |
| Победник  | 1.  | 5. јул 2014.      | Вимблдон, В. Британија | Трава     | Џек Сок         | Боб Брајан Мајк Брајан            | 7:6(7:5), 6:7(3:7), 6:4, 3:6, 7:5 |
| Победник  | 2.  | 27. јул 2014.     | Атланта, САД           | Тврда     | Џек Сок         | Стив Џонсон Сем Квери             | 6:3, 5:7, [10:5]                  |
| Финалиста | 1.  | 17. август 2014.  | Синсинати, САД         | Тврда     | Џек Сок         | Боб Брајан Мајк Брајан            | 3:6, 2:6                          |
| Финалиста | 2.  | 5. октобар 2014.  | Пекинг, Кина           | Тврда     | Жилијен Бенето  | Жан-Жилијен Ројер Орија Текау     | 7:6(8:6), 5:7, [5:10]             |
| Победник  | 3.  | 26. октобар 2014. | Базел, Швајцарска      | Тврда (д) | Ненад Зимоњић   | Марин Драгања Хенри Континен      | 7:6(15:13), 1:6, [10:5]           |
| Победник  | 4.  | 22. март 2015.    | Индијан Велс, САД      | Тврда     | Џек Сок         | Симоне Болели Фабио Фоњини        | 6:4, 6:7(3:7), [10:7]             |
| Финалиста | 3.  | 4. април 2015.    | Мајами, САД            | Тврда     | Џек Сок         | Боб Брајан Мајк Брајан            | 3:6, 6:1, [8:10]                  |
| Победник  | 5.  | 11. октобар 2015. | Пекинг, Кина           | Тврда     | Џек Сок         | Данијел Нестор Едуар Роже-Васелен | 3:6, 6:3, [10:6]                  |
| Финалиста | 4.  | 8. новембар 2015. | Париз, Француска       | Тврда (д) | Џек Сок         | Иван Додиг Марсело Мело           | 6:2, 3:6, [5:10]                  |
| Победник  | 6.  | 14. фебруар 2016. | Ротердам, Холандија    | Тврда (д) | Никола Маи      | Филип Печнер Александер Пеја      | 7:6(7:2), 6:4                     |
| Финалиста | 5.  | 20. март 2016.    | Индијан Велс, САД      | Тврда     | Џек Сок         | Пјер-Иг Ербер Никола Маи          | 3:6, 6:7(5:7)                     |
| Финалиста | 6.  | 15. мај 2016.     | Рим, Италија           | Шљака     | Џек Сок         | Боб Брајан Мајк Брајан            | 6:2, 3:6, [7:10]                  |
| Финалиста | 7.  | 6. јануар 2017.   | Доха, Катар            | Тврда     | Радек Штјепанек | Жереми Шарди Фабрис Мартен        | 4:6, 6:7(3:7)                     |
| Победник  | 7.  | 23. фебруар 2020. | Марсеј, Француска      | Тврда (д) | Никола Маи      | Весли Колхоф Никола Мектић        | 6:3, 6:4                          |
| Финалиста | 8.  | 18. јул 2021.     | Њупорт, САД            | Трава     | Остин Крајичек  | Вилијам Блумберг Џек Сок          | 2:6, 6:7(3:7)                     |

## Остала финала

### Тимска такмичења: 2 (1:1)
| Исход     | Бр. | Датум              | Турнир                      | Подлога   | Партнери                                                            | Противници                                                                              | Резултат | Извор  |
| --------- | --- | ------------------ | --------------------------- | --------- | ------------------------------------------------------------------- | --------------------------------------------------------------------------------------- | -------- | ------ |
| Финалиста | 1.  | 24. новембар 2019. | Дејвис куп, Мадрид, Шпанија | Тврда (д) | Феликс Оже-Алијасим Денис Шаповалов Брејден Шнур                    | Рафаел Надал Роберто Баутиста Агут Пабло Карењо Буста Фелисијано Лопез Марсел Гранољерс | 0:2      | [ 16 ] |
| Победник  | 1.  | 27. новембар 2022. | Дејвис куп, Малага, Шпанија | Тврда (д) | Феликс Оже-Алијасим Денис Шаповалов Алексис Галарно Габријел Дијало | Алекс де Минор Џордан Томпсон Танаси Кокинакис Макс Персел Метју Ебден                  | 2:0      | [ 17 ] |